# Statue équestre du Maréchal Mannerheim
La statue équestre du Maréchal Mannerheim est un monument situé sur le square Mannerheiminaukio en bordure de la rue Mannerheimintie, dans le centre-ville d'Helsinki en Finlande.

## Généralités
Il s'agit d'une statue équestre en bronze, qui représente le Maréchal (en) Carl Gustaf Emil Mannerheim, héros finlandais et homme d'État. Carl Mannerheim était le commandant en chef des forces finlandaises à la fin de la Première Guerre mondiale, durant la guerre civile finlandaise et à nouveau pendant la Seconde Guerre mondiale.

## La collecte pour la statue
Avec l'accord de Mannerheim, un fonds est créé, en 1937, afin de financer l'érection d'une statue équestre - la première en Finlande - en son honneur. Le projet est suspendu en raison de la Seconde Guerre mondiale. Après sa mort, en 1951, le projet de statue équestre est relancé à l'initiative de l'Union des étudiants de l'université d'Helsinki. La collecte a pour but de sensibiliser le public et édifier la statue. 737 503 personnes font un don au projet permettant de recueillir, en 1952, 78 millions de marks.
Un concours est organisé et au résultat, la création de la statue est confiée à Aimo Tukiainen, assisté de Heikki Häiväoja, Kain Tapper et Osmo Sipari, qui lui est responsable de l'environnement de la statue. 
Par ailleurs, l'excédent permet également de d'acheter le lieu de naissance de Mannerheim, le manoir de Louhisaari, mais aussi la création de monuments dans d'autres villes de Finlande, à Mikkeli, Lahti et Turku.

## La statue
Le Maréchal est représenté à cheval, car il a été formé à l'école de cavalerie Nicolas à Saint-Pétersbourg. Il a également commandé des unités de cavalerie dont la 12e division de cavalerie russe et le 6e corps de cavalerie russe.
La statue est érigée le 4 juin 1960,. Elle mesure 5,40 m et 11,70 m avec son piédestal.
L'implantation du musée d'art contemporain Kiasma, à proximité de la statue, a fait l'objet de débats, durant sa construction, pendant les années 1990.

## Galerie

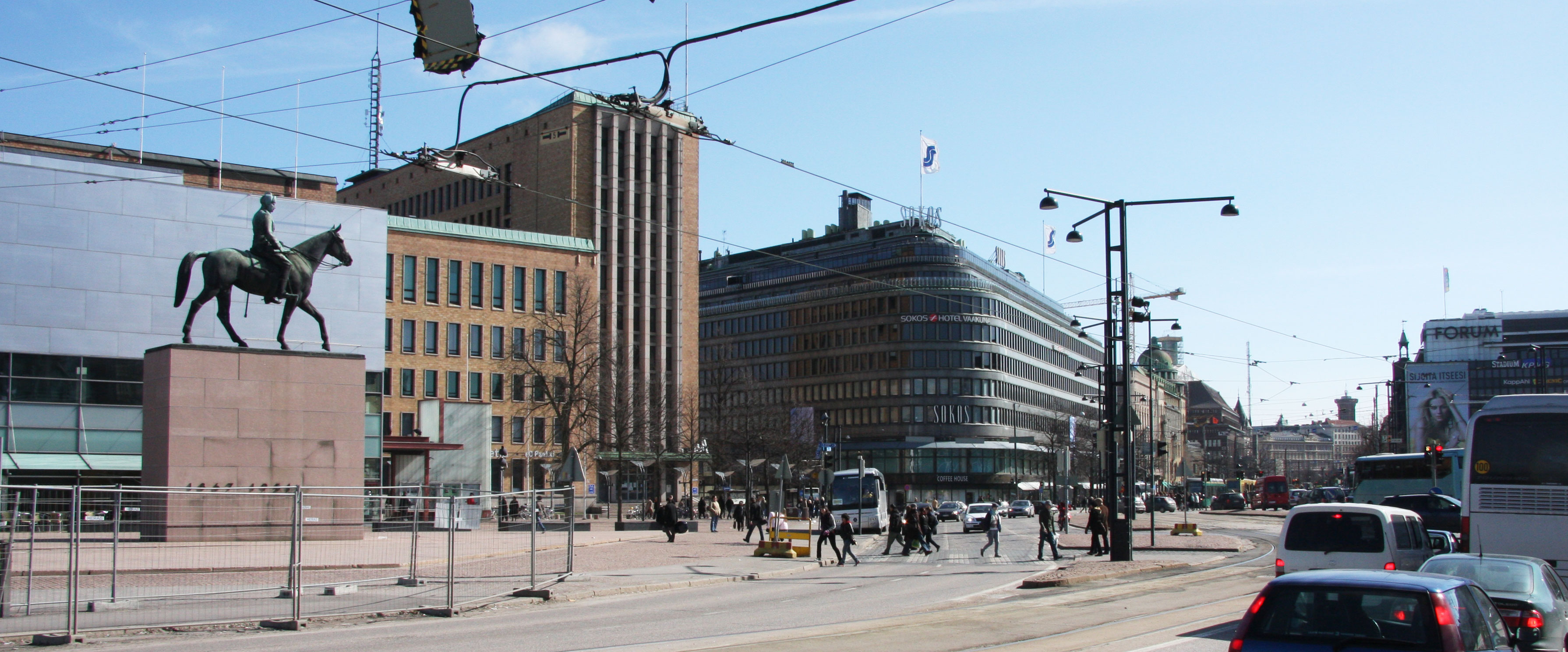
Vue générale du square (le musée Kiasma en arrière-plan)

### Source de la traduction
- (en) Cet article est partiellement ou en totalité issu de l’article de Wikipédia en anglais intitulé « Equestrian statue of Marshal Mannerheim » (voir la liste des auteurs).